# Phantom and the Ghost
Phantom and the Ghost è il settimo album del rapper statunitense Styles P, pubblicato nel 2014.
| Recensione | Giudizio |
| ---------- | -------- |
| AllMusic   | [ 1 ]    |
| HipHopDX   | [ 2 ]    |
| RapReviews | [ 3 ]    |
| XXL        | [ 4 ]    |

## Tracce
1. Never Safe – 3:13 – Joe Milly
2. Creep City (featuring Sheek Louch) – 3:07 – Black Saun
3. Deeper Self – 3:21 – Buda Da Future, Grandz Muzik
4. World Tour (featuring Vado) – 3:46 – Joe Milly, Mr. Devine
5. Don't Be Scared (featuring The Bull Pen) – 3:35 – Vinny Idol
6. Sour (featuring Jadakiss & Rocko) – 4:27 – Knucklehead
7. Never Trust (featuring Chris Rivers) – 4:13 – Black Saun
8. Rude Boy Hip Hop (featuring Raheem DeVaughn) – 2:47 – Noah "Noodles" Styles
9. Other Side (featuring Shae Lawrence) – 4:43 – Maxpayne Shawty
10. For the Best – 3:25 – Harry Fraud
11. Smoke All Day (featuring Dyce Payne) – 3:54 – Dayzel
12. We Gettin – 3:44 – Trey On Da Beatz

Tracce bonus
1. Same Scriptures – 1:24 – Dayzel
2. So Deep – 2:56 – Black Saun

## Classifiche settimanali
| Classifica (2014)         | Posizione massima |
| ------------------------- | ----------------- |
| Stati Uniti               | 74                |
| US Independent Albums     | 18                |
| US Top Rap Albums         | 11                |
| US Top R&B/Hip-Hop Albums | 14                |